# 1-я армия (РККА)
1-я а́рмия (1А) — объединение РККА, сформированное во время Гражданской войны. 1-я армия первого формирования создана в начале марта 1918 года в связи с наступлением на Украину австро-германских интервентов. В мае 1918 расформирована. 1-я армия второго формирования создана директивой командования Восточного фронта от 19 июня 1918 года. Входила в состав Восточного фронта, с 15 августа 1919 года — Туркестанского фронта. Расформирована в январе 1921 года.

## Первое формирование

### История
17 марта 1918 года в Екатеринославе открылся 2-й Всеукраинский съезд Советов. Он принял резолюцию «Об организации военной силы», обязав делегатов развернуть в каждом городе и селе работу по созданию вооружённых сил Украинской Советской Республики. Съезд объединил силы советских республик для борьбы против внешних и внутренних врагов. см. Революция и Гражданская война на Украине
Началось сведение Красногвардейских отрядов, отрядов бывшей Русской армии, воинских частей и отрядов Советских республик в пять армий численностью по 3-3,5 тысячи человек. По сути, эти армии были бригадами с ограниченными возможностями. Командующим войсками 1-й армии стал Асеев.
1-я армия (1-я революционная армия), создана в начале марта 1918 года в районе Бирзулы в связи с наступлением на Украину австро-германских интервентов. В состав армии вошли отряды из Аккермана, Елизаветграда и другие. В апреле в ней насчитывалось до 30 тысяч человек. В мае 1918 расформирована.

### Боевые действия
В марте 1918 г. вела бои с германскими войсками на одесском направлении, отступала в районы Кременчуга, Знаменки, Кривого Рога. Поддерживала 2-ю армию во время боев на линии Никополь — Александровск, обороняла Екатеринослав. В апреле сдерживала наступление интервентов в районах Ясиноватая, Юзовка, Мариуполь. В конце апреля начала отступление из этих районов на Дебальцево — Зверево, но под ударами германских войск была вынуждена отступать на Таганрог — Ростов-на-Дону.

### Командный состав
Командующие: Асеев, П. В. Егоров, С. Л. Козюра, Карпов, А. И. Харченко

## Второе формирование

### История
Создана директивой командования Восточного фронта от 19 июня 1918 года из отрядов и частей, действовавших на сызранско-симбирском направлении против чехословацких и белогвардейских войск. Входила в состав Восточного фронта (11 апреля — 14 августа 1919 в составе Южной группы армии Восточного фронта), с 15 августа 1919 — Туркестанского фронта. В годы гражданской войны Саранск был одним из центров формирования воинских частей Красной Армии, в городе работал мобилизационный отдел 1-й армии Восточного фронта. 1-я армия была расформирована в январе 1921 года.

### Состав
В состав 1-й армии входили:
- 1-я Туркестанская стрелковая дивизия (ноябрь 1919 — июль 1920),
- Пензенская пехотная дивизия, с марта 1919 — 20-я стрелковая дивизия (июль 1918 — октябрь 1919)
- 25-я стрелковая дивизия (январь — март 1919)
- 24-я стрелковая дивизия (июль 1918 — май 1919, август — декабрь 1919)
- 49-я стрелковая дивизия (июнь — ноябрь 1919),
- Вольская пехотная дивизия (август — сентябрь 1918, октябрь 1918),
- Инзенская революционная дивизия (июнь — декабрь 1918),
- Оренбургская стрелковая дивизия (февраль — март 1919, начдив Г.В.Зиновьев), переформирована в 31 Туркестанскую сд
- 1-я Туркестанская кавалерийская дивизия (сентябрь — ноябрь 1920),
- 3-я Туркестанская кавалерийская дивизия (июль 1919 — октябрь 1920).

### Боевые действия
В 1918 году 1-я армия вела боевые действия в Поволжье против белогвардейских войск и чехословацкого корпуса. Участвовала в наступлении Восточного фронта 1918—1919, вела наступление в Симбирской и Сызрань-Самарской боевых операциях. Заняла Самару (сентябрь — октябрь 1918), Стерлитамак (декабрь 1918), Оренбург (январь 1919). Весной 1919 во время весеннего наступления Русской армии держала оборону на стерлитамакском и оренбургском направлениях. В апреле — июне 1919 г. армия участвовала в контрнаступлении Восточного фронта, вела бои против войск колчаковской Южной армии, обеспечивая наступление в Бугурусланской и Белебейской операциях.
В августе — сентябре 1919 г. действовала в составе Туркестанского фронта, участвуя в разгроме колчаковской Южной армии и белоказаков. В ходе Актюбинской операции соединилась 13 сентября того же года с войсками Туркестанской советской республики у станции Мугоджарская. Часть войск 1-й армии продолжала вести бои против белоказаков в Уральской области до апреля 1920 года, другая часть войск в ноябре 1919 — марте 1920 заняла Закаспийскую область, участвовала в Хивинской и Бухарской операциях, устанавливая там советскую власть. Позже армия участвовала в борьбе с басмачами.

### Командный состав
Командующие:
- А. И. Харченко (19 — 28 июня 1918, перешёл на сторону белых),
- М. Н. Тухачевский (28 июня 1918 — 4 января 1919),
- Г. Д. Гай (4 января — 25 мая 1919),
- Г. В. Зиновьев  (25 мая 1919 — 12 ноября 1920),
- П. А. Захаров (врид 12 ноября — 4 декабря 1920, 4 — 27 января 1921),
- И. Ф. Блажевич (4 декабря 1920 — 4 января 1921).

Члены РВС:
- О. Ю. Калнин (16 июня 1918 — 7 апреля 1919),
- В. В. Куйбышев (15 июля — 13 сентября 1918),
- С. П. Медведев (14 сентября 1918 — 20 января 1919),
- Г. И. Окулова-Теодорович (4 апреля — 6 июня 1919),
- В. В. Куранов (12 апреля — 30 мая 1919),
- А. М. Дьяконов (7 июня — 23 сентября 1919),
- А. К. Мирскин (7 июня — 19 июля 1919),
- Ш. 3. Элиава (8 июня — 4 августа 1919),
- В. А. Покровский (24 июля — 18 ноября 1919),
- К. А. Авксентьевский (22 августа — 19 ноября 1919),
- П. И. Баранов (19 октября 1919 — 27 сентября 1921),
- Н. А. Паскуцкий (13 января — 14 августа 1920),
- В. Ф. Плетнёв (10 августа 1920 — 14 января 1921),
- Н. С. Нерезин (9 сентября 1920 — 27 января 1921),
- Н. М. Воронин (9 ноября 1920 — 21 января 1921).

Начальники штаба:
- Р. Шимунич (16 июня — 11 июля 1919)
- И. Н. Захаров (11 июля — 15 августа 1918),
- Н. И. Корицкий (15 августа — 28 ноября 1918),
- Ф. П. Шафалович (28 ноября 1918 — 9 сентября 1920),
- П. А. Захаров (9 сентября 1920 — 12 ноября 1920, 4 декабря 1920 — 27 января 1921),
- В. П. Куликов (врид, 12 ноября — 4 декабря 1920).